# Gluščići
Gluščići su naseljeno mjesto u općini Čajniču, Republika Srpska, BiH. Nalaze na zapadno od rječice Janjine, sjeverozapadno od Batotića i Luka, na 764 metra nadmorske visine.
Godine 1985. pripojeni su naselju Lukama (Sl. list SRBiH 24/85).

## Stanovništvo
| Narod     | Popis 1961. | Popis 1971. | Popis 1981. |
| --------- | ----------- | ----------- | ----------- |
| Hrvati    |             | 1           |             |
| Muslimani |             |             |             |
| Srbi      | 108         | 105         | 85          |
| ostali    | 7           | 2           | 1           |
| Ukupno    | 115         | 108         | 86          |